# Isotria
Isotria – rodzaj roślin jednoliściennych z rodziny storczykowatych (Orchidaceae). Należą do niego dwa gatunki ziemnych storczyków występujące we wschodniej części Ameryki Północnej (od Teksasu po Ontario i Maine).

## Morfologia
ŁodygaProsta, pojedyncza, mięsista i sina.
KorzenieDługie i cienkie, z opilśnią grzybów mykoryzowych.
LiścieZebrane w pozorny okółek, zwykle w liczbie 5 (czasem od 2 do 6), o blaszce eliptyczno-jajowatej, na szczycie zaostrzone.
KwiatyPojedynczo lub po dwa w kwiatostanie szczytowym, bez przysadek. Kwiaty wyrastają na krótkich szypułkach lub są niemal siedzące. Są odwrócone o 180°, wzniesione, barwy zielonkawożółtej, zielonkawej, białej lub purpurowej. Zewnętrzne listki okwiatu jednobarwne i jednakowego kształtu, równowąskolancetowate lub lancetowate. Wewnętrzne listki otaczają biały prętosłup. Warżka na końcu podzielona na trzy łatki.
OwoceTorebka wzniesiona, owalnie cylindryczna. Pęka jesienią, ale jest trwała i zachowuje się do następnego sezonu.

## Systematyka
Pozycja systematyczna według Angiosperm Phylogeny Website (aktualizowany system APG IV z 2016)
Jeden z 6 rodzajów plemienia Pogonieae w podrodzinie waniliowych (Vanilloideae) Szlachetko, stanowiącej jeden ze starszych kladów w obrębie rodziny storczykowatych (Orchidaceae).
Wykaz gatunków
- Isotria medeoloides (Pursh) Raf.
- Isotria verticillata (Muehl. ex Willd.) Raf.